# Hexatoma (Hexatoma) nubeculosa longivena
Hexatoma (Hexatoma) nubeculosa longivena is een ondersoort van de tweevleugelige Hexatoma (Hexatoma) nubeculosa uit de familie steltmuggen (Limoniidae). De ondersoort komt voor in het Palearctisch gebied.